# 佐敷極樂陵
26°09′45.06″N 127°47′19.14″E / 26.1625167°N 127.7886500°E
佐敷極樂陵是琉球國的王家陵園，位於沖繩縣南城市佐敷町字新里。其琉球語名字中，「ユードゥリ」是「傍晚海面風平浪靜」的意思。
佐敷極樂陵是第一代君主尚思紹王及其家族7人的墓葬，用琉球石灰岩建成，為一座正面寬度3公尺、深度2.6公尺、高度2公尺的屋形墓，屋頂呈半圓形結構，向下可以俯瞰馬天港。該陵原本建造在一座斷崖中部的洞窟之中，後因風雨侵蝕損毀嚴重，粘土層崩壞，有崩塌的危險，遂於1764年遷至現址。
沖繩島戰役後，佐敷極樂陵附近地區於1957年5月27日被徵用為美國陸軍第30防空砲兵旅團軍事用地。1973年5月14日該軍事基地移交給日本航空自衛隊，成為知念分屯基地。今日佐敷極樂陵位於知念分屯基地所屬地區之內，進入參觀需要事先申請並得到批准。